# (200074) 2194 T-2
(200074) 2194 T-2 es un asteroide perteneciente al cinturón de asteroides, descubierto el 29 de septiembre de 1973 por Cornelis Johannes van Houten en conjunto a su esposa también astrónoma Ingrid van Houten-Groeneveld y el astrónomo Tom Gehrels desde el Observatorio del Monte Palomar, Estados Unidos.

## Designación y nombre
Designado provisionalmente como 2194 T-2.

## Características orbitales
2194 T-2 está situado a una distancia media del Sol de 2,667 ua, pudiendo alejarse hasta 3,099 ua y acercarse hasta 2,235 ua. Su excentricidad es 0,161 y la inclinación orbital 11,28 grados. Emplea 1590,98 días en completar una órbita alrededor del Sol.

## Características físicas
La magnitud absoluta de 2194 T-2 es 16,2.